# Jessore
Jessore és una ciutat i municipalitat de Bangladesh, capital del districte de Jessore i la upazila de Jessore. Està situada a la riba del Bhairab a 23° 10′ N, 89° 13′ E / 23.167°N,89.217°E, i subdividida en 9 seccions i 73 mahals. La municipalitat fou establerta el 1864 i la seva superfície actual és 25,7 km². La població de la municipalitat (1991) era d'1.178.273 habitants. La població el 1872 era de 8152 habitants, el 1881 de 8495 habitants i el 1901 de 8.054. Disposa d'un aeroport (codi IATA: JSR, codi ICAO: VGJR).
El seu antic nom era Kasba però el 1789 va agafar formalment el nom de Jessore, que fins aleshores era el del districte, derivat de Yasohara, una ciutat construïda a Iswaripur al districte de Khulna que va portar aquest nom que vol dir "Privà de la Glòria" perquè va privar de la glòria a Gaur. Purana, Kasba, Bagchhar, Sankarpur, i Chanchra van quedar dins els límits municipals. A Chanchra hi havia la seu de l'important zamindari de Chanchra Raj.